# NGC 5200
NGC 5200 – gwiazda podwójna znajdująca się w gwiazdozbiorze Panny. Zaobserwował ją Sidney Coolidge 30 kwietnia 1859 roku i skatalogował jako obiekt typu „mgławicowego”.